# 베스 플라워스

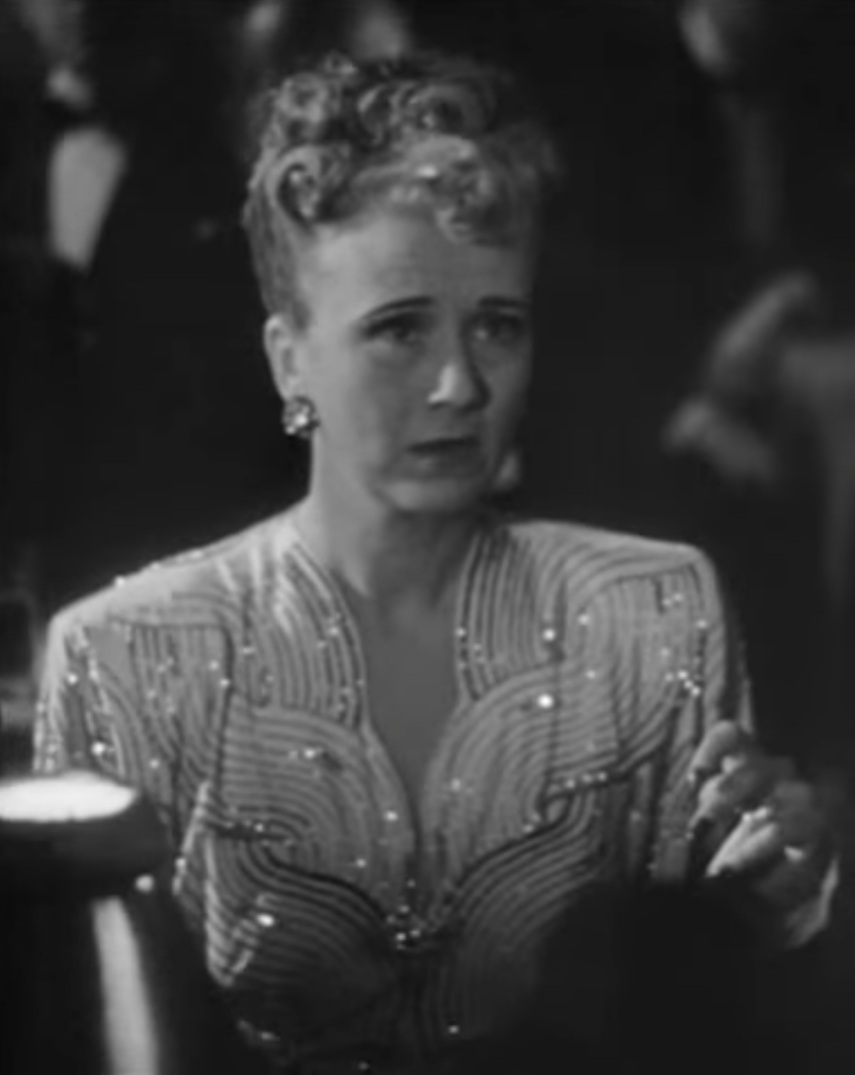

베스 플라워스(Bess Flowers, 1898년 11월 23일 ~ 1984년 7월 28일)는 미국의 배우, 영화배우이다.
셔먼에서 태어났으며 우들랜드힐스에서 사망하였다.

## 영화
- 농부의 딸 (1947년)
- 틸 더 클라우즈 롤 바이 (1946년)
- 비코즈 오브 힘 (1946년)
- 러버 컴 백 (1946년)
- 유머레스크 (1946년)
- 좀비 온 브로드웨이 (1945년)
- 이츠 어 프레저 (1945년)
- 조지 화이트의 스캔달 (1945년)